# 85. sydlige breddekreds
Den 85. sydlige breddekreds (eller 85 grader sydlig bredde) er en breddekreds, der ligger 85 grader syd for ækvator. Den løber gennem Antarktis.